# 445 هـ
445 هـ هي سنة في التقويم الهجري امتدت مقابلةً في التقويم الميلادي بين سنتي 1053 و1054.

## مواليد
- عبد المنعم القشيري

## وفيات
- محمد بن نوح الدمري

- وجاج بن زلو اللمطي، فقيه مغربي، أحد مؤسسي الدولة المرابطية.
- علي بن محمد الإرجي، مفسر.